# Oli vegetal bromurat
L'oli vegetal bromurat, en anglès:Brominated vegetable oil (BVO), és una mescla de triacilglicerols derivats de les plantes que han estat bromurats. Els olis vegetals bromurats es fan servir principalment per ajudar a l'emulsió en begudes refrescants no alcohòliques que tenen sabors a cítrics, evitant així que se separin els components durant la distribució. Els olis vegetals bromurats es fan servir en les begudes d'aquest tipus des de 1931, generalment a una concentració de 8 parts per milió (ppm).
Amb la mateixa intenció es fan servir alternativament altres productes que inclouen l'isobutirat acetat de sacarosa (sucrose acetate isobutyrate) (SAIB, E444) i lèster de glicerol de la pega grega (ester gum, E445).

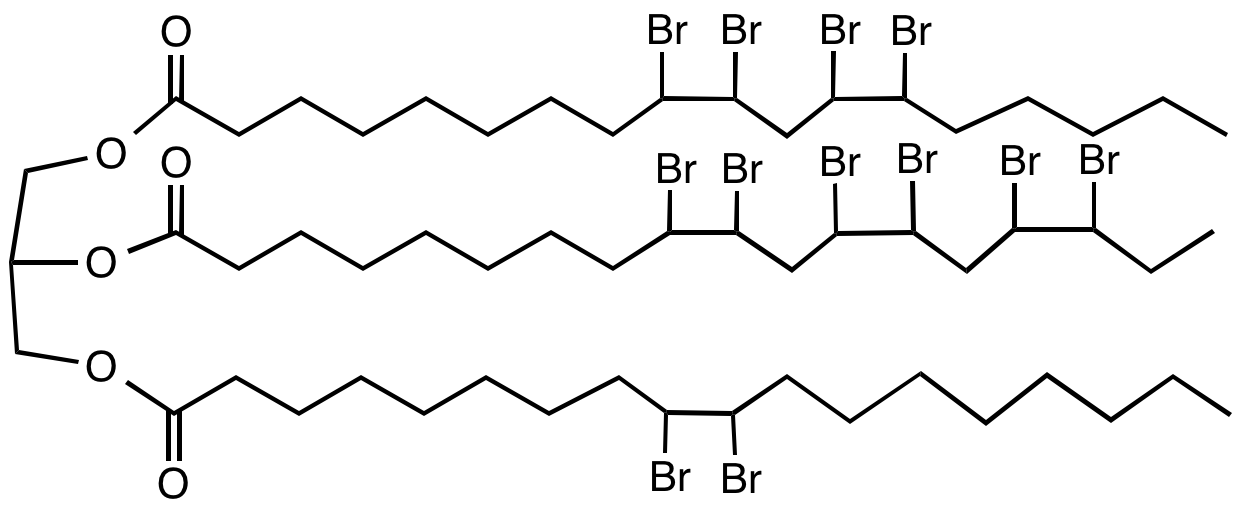
Estructura química d'un BVO amb èsters de linoleic, linoleonat i oleat.

## Regulació i ús
Als Estats Units el BVO des de 1958 es considera per la Food and Drug Administration segur (generally recognized as safe (GRAS), però amb restriccions. El BVO es fa servir en la beguda Mountain Dew, fabricada per PepsiCo; Powerade, Fanta de taronja i Fresca fabricada per Coca-Cola; i Squirt, Sun Drop i Sunkist Peach Soda, fabricada per Dr Pepper Snapple Group.
A Europa la UE prohibeix l'oli vegetal bromurat com additiu alimentari. En la Unió Eropea les companyies fabricants de begudes usen normalment l'èster de glicerol de la pega grega o la goma de garrofí com a alternativa al BVO.